# Saitis perplexides
Saitis perplexides là một loài nhện trong họ Salticidae.
Loài này thuộc chi Saitis. Saitis perplexides được Embrik Strand miêu tả năm 1908.